# Фурника (Констанца)
Фурника (рум. Furnica) насеље је у Румунији у округу Констанца у општини Думбравени. Oпштина се налази на надморској висини од 135 m.

## Становништво
Према подацима из 2002. године у насељу је живело 92 становника, од којих су сви румунске националности.